# ینابیع الموده
ینابیع الموّده(به معنای چشمه‌سار دوستی و محبت به ذوی‌القربی) کتابی است از حافظ سلیمان بن ابراهیم بن قندوزی حنفی از عالمان اهل سنت حنفی مذهب، در قرن سیزدهم هجری
قندوزی دراین کتاب، فضایل پیامبراسلام و اهل بیت را با استناد به کتاب‌های مورداطمینان مانند صحاح ستّه در یک مقدمه و صد باب گرد می‌آورد. از باب هفتاد و یک به بعد مباحثی دربارهٔ غیبت امام زمان، بااستفاده از کتاب‌های گوناگون مطرح می‌کند. این اثر نه تنها در مناطق شیعه نشین، که در دیگر شهرهای اسلامی نیز از ارزش و اهمیت شایانی برخوردار است.
حدیث ثقلین در این کتاب آمده است.
قندوزی در سال ۱۲۲۰ (قمری) دیده به جهان گشود و در سال ۱۲۹۴ در قسطنطنیه از دنیا رفت.

## هدف از تألیف کتاب
قندوزی هدف خود را از تألیف این کتاب این گونه بیان می‌کند: «هدف از تألیف این کتاب، آن بوده است که خدای متعال در قرآن کریم (سوره شوری، آیه ۲۳) اجر تبلیغ رسول اکرم (ص) را مودت اهل بیت (ع) قرار داده و آن را واجب کرده است».

## دیدگاه‌های مطرح شده
- قندوزی حنفی در این کتاب می‌نویسد: رسول خدا به علی فرمود: تو صاحب پرچم و حوض منی… تو مولای کسی هستی که من مولای اویم، و من مولای هر مؤمن و مؤمنه ای هستم، مُحبّ و دوستدار تو نیست مگر آنکه ولادتش پاک باشد و دشمن تو نیست مگر آنکه ولادتش ناپاک باشد.»[۳]

وی همچنین می‌نویسد: رسول خدا فرمود: هر که ما خاندان را دوست بدارد خدا را بر برترین نعمت‌ها سپاس گزارد. گفتند: برترین نعمت کدام است؟ فرمود: پاک زادگی، زیرا ما را دوست ندارد مگر آن که پاکزاده باشد.»
- نویسنده در مورد محبت علی بن ابیطالب می‌نویسد: رسول خدا فرمود: یا علی! اگر کسی به اندازه عمر نوح خدا را عبادت کند، و به اندازه کوه احد طلا داشته باشد و در راه خدا انفاق نماید و به اندازه ای عمرش طولانی باشد که بتواند هزار بار پیاده به حج برود، آنگاه در (مکه) بین صفا و مروه مظلومانه کشته شود، ولی، ولایت تو را – ای علی! – نداشته باشد، بوی بهشت به مقام او نخواهد رسید و هرگز وارد بهشت نخواهد شد.[۵][۶]
- وی می‌نویسد: در روایتی که در فرائد السمطین جوینی ـ که استاد ذهبی است و ذهبی دربارهٔ او می‌گوید «الإمام الأوحد» ـ آمده، پیامبر فرمود:وقتی در روز قیامت، اولین و آخرین انسان در آنجا جمع می‌شوند و پل صراط بر روی دوزخ نصب می‌گردد، کسی از آن عبور نمی‌کند مگر این‌که نامه ولایت علی ابن ابی طالب را داشته باشد ….[۷]
- ابن حجر مکی نیز در صواعق، و ابو العرفان الصبان در اسعاف الراغبین از پیامبر آورده‌اند که فرمود: «ای فاطمه! به درستی که خداوند از غضب تو غضبناک و از رضای تو خرسند می‌گردد»[۸]